# Acartia floridana
Acartia floridana är en kräftdjursart som beskrevs av Davis 1948. Acartia floridana ingår i släktet Acartia och familjen Acartiidae. Inga underarter finns listade i Catalogue of Life.